# Aeroportul Marshall Don Hunter Sr.
Aeroportul Marshall Don Hunter Sr. (IATA: MLL, ICAO: PADM, FAA LID: MDM) este un aeroport din Marshall⁠(d), Kusilvak Census Area⁠(d), Unorganized Borough, Alaska, Alaska, Statele Unite ale Americii. Aeroportul a fost tranzitat în 2019 de 5.966 de pasageri.
Situat la o altitudine de 31 m, aeroportul dispune de 1 pistă. Este operat de Alaska Department of Transportation & Public Facilities⁠(d).

## Infrastructură

### Piste
Aeroportul dispune de o singură pistă. Pista 07/25 are suprafața de pietriș și dimensiunile 3.200 picioare × 100 picioare. 